# 简文德
简文德（1976年4月29日—），印度外交官，現任印度駐巴林大使，曾任印度驻斯里兰卡副高级专员等职务。

## 經歷
简文德生於1976年4月29日。他擁有法律學位。
简文德的職業生涯始於印度驻华大使馆，在此期間他學習了普通話。2006年，回到新德里總部担任印中關係事務官员至2009年。2011年至2012年印度擔任聯合國安理會理事国期間，他任职于印度代表團。隨後，他在印度驻华大使館擔任政治和科學技術部門主管三年。2016年回到印度後，他負責印度與巴基斯坦、阿富汗和伊朗的雙邊關係。2017年下半年，印度政府任命他負責協調印度法官達爾維爾·班達里的國際法院連任競選，並圆满完成任務，印度前常駐聯合國代表赛义德·阿克巴鲁丁大使在《印度對英國：一場前所未有的外交勝利之旅》（India vs UK: The Story of an Unprecedented Diplomatic Win）一書中高度讚譽了這次競選活動。之後，他以聯秘（司长）级别負責了多個課題，特別是担任了經濟外交部門的主管。2019年9月至2023年7月，任印度駐斯里兰卡副高級專員。
2023年8月，简文德出任印度駐巴林大使，8月14日向巴林外交部長阿卜杜拉蒂夫·本·拉希德·扎亚尼递交國書副本，9月24日向巴林王儲薩勒曼·本·哈馬德·阿勒哈利法遞交國書。

## 個人生活
简文德能熟練使用英語、印地語和普通話，並熟悉三種印度語言（卡納達語、馬拉雅拉姆語和泰米爾語）。
他與同爲外交官的妻子康楠育有一子一女。